# Vaulx (Pas-de-Calais)
Vaulx ist eine französische Gemeinde mit 94 Einwohnern (Stand 1. Januar 2022) im Arrondissement Arras des Départements Pas-de-Calais. Sie liegt im Kanton Auxi-le-Château und ist Mitglied des Kommunalverbandes Ternois.
| Gennes-Ivergny | Quœux-Haut-Maînil | Haravesnes      |
|                | Kompass           | Buire-au-Bois   |
| Le Ponchel     |                   | Auxi-le-Château |

## Sehenswürdigkeiten

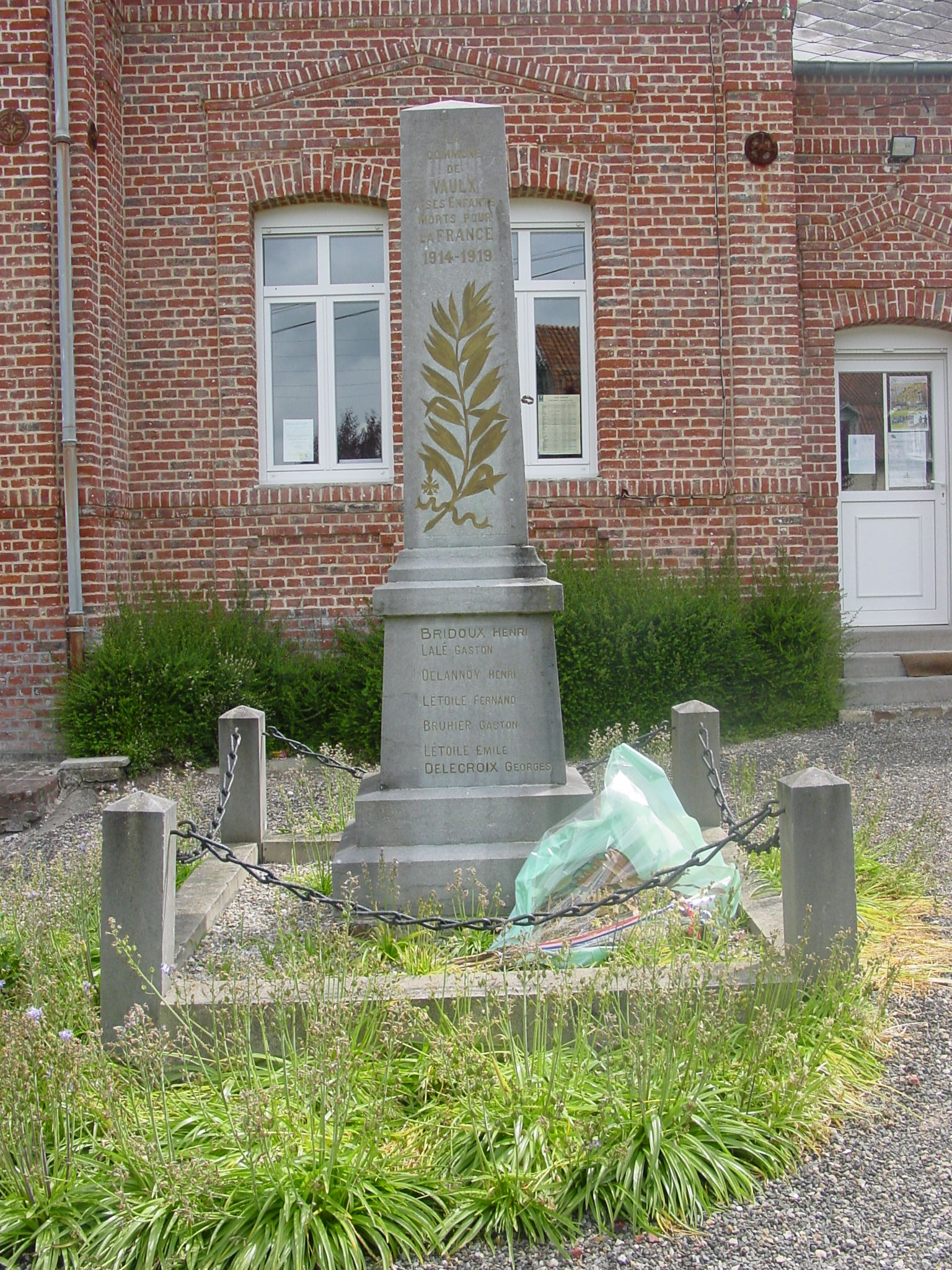
Kriegerdenkmal
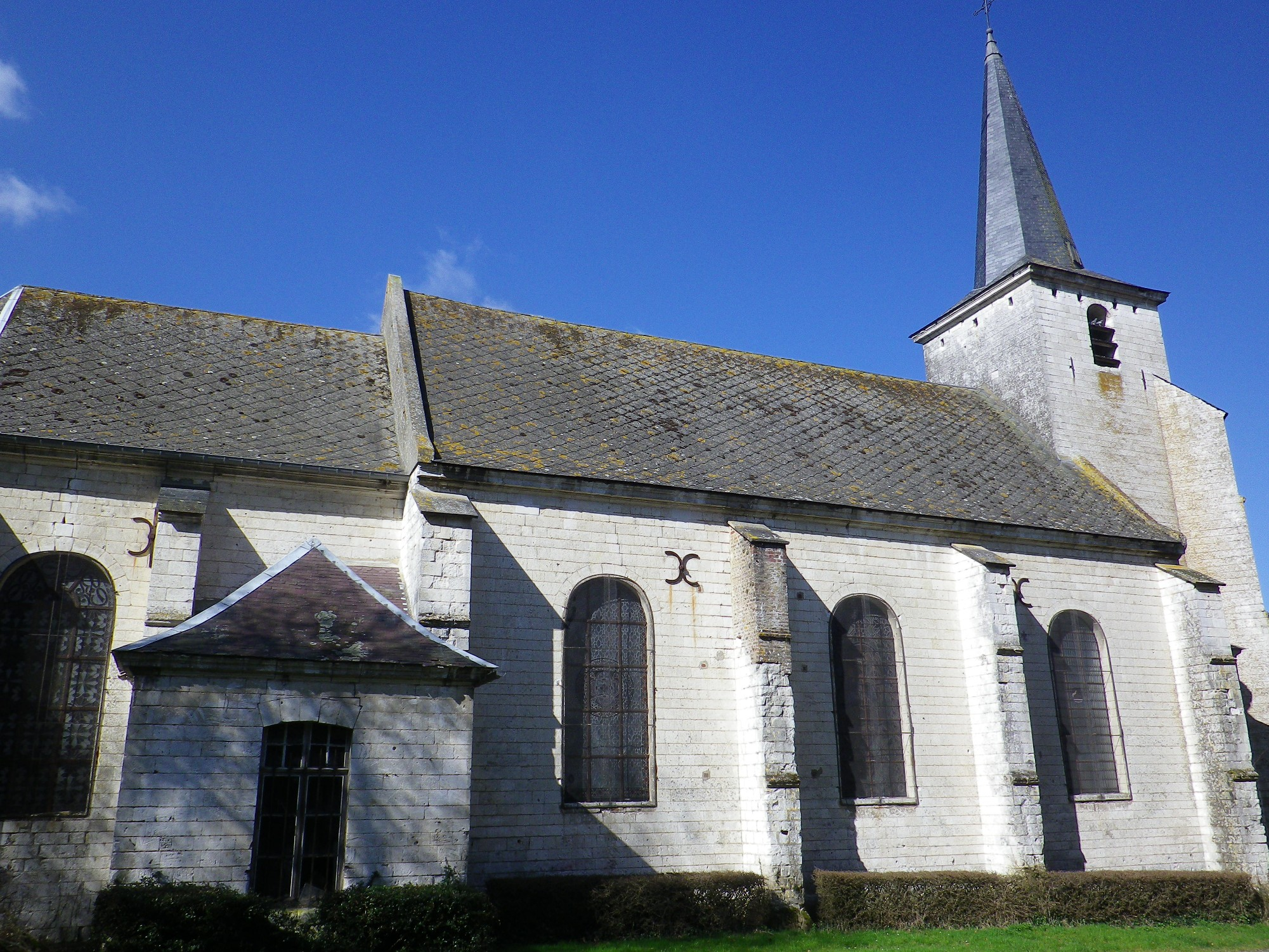
Kirche Saint-Martin